# Горіхівка крапчаста
Горіхівка крапчаста, горі́хівка або ке́дрі́вка (Nucifraga caryocatactes) — птах з роду горіхівок (Nucifraga) родини воронових. Має 10 підвидів.

## Опис
Загальна довжина досягає 30—36 см, цей птах важить 125—200 г. Має помірну голову, доволі довгий та тонкий дзьоб, витягнутий хвіст. Забарвлена у темний коричнево—бурий колір з білими плямами, яких немає тільки на верхній стороні голови. На кінці хвоста світла облямівка.

## Спосіб життя
Полюбляє лісисті місцини, особливо тайгу. Віддає перевагу ялиновим, кедровим лісам. Веде осілий спосіб життя, здійснюючи лише місцеві кочівлі.  Вправно стрибає по гілках хвойних дерев, а також підвішується до шишок, їсть, висячи на них. Цікавою біологічною особливістю горіхівки є масові неперіодичні міграції, викликані неврожаєм кормів. Живиться здебільшого насінням сибірської сосни, ялини та комахами, а також поїдає різні ягоди, іноді дрібних птахів і їх яйця, земноводних та рептилій. При запасанні кормів горіхівка збирає горіхи в особливий мішечок, що знаходиться під язиком. У ньому виявляли по 50, 100 і навіть 120 кедрових горіхів.

## Гніздова біологія
До розмноження горіхівка приступає рано: в першій половині березня вже починає будівництво гнізда. До цього часу вона забивається в глуху гущавину лісу, де протягом всього періоду розмноження веде прихований спосіб життя. Гніздо розміщується на хвойному дереві на висоті 4—6 м. У кладці від 2 до 5, частіше 3—4, яєць блакитно—білого або попелясто—білого кольору з плямами. Висиджує самиця, починаючи з відкладання першого або другого яйця, протягом 16—18 днів. Молоді горіхівки залишають гніздо у віці 21—28 днів.

## Розповсюдження

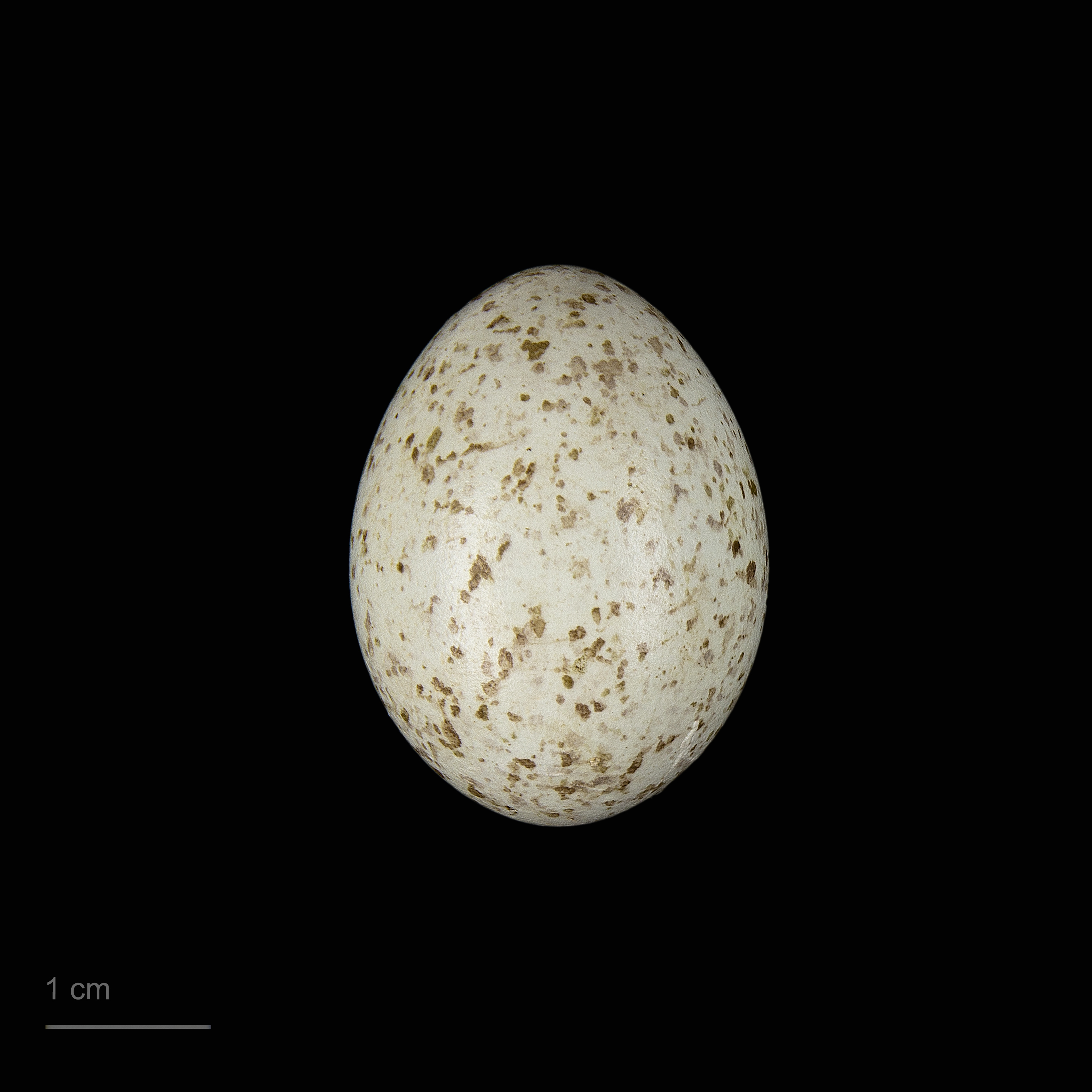
яйце Nucifraga caryocatactes caryocatactes - Тулузький музей

Мешкає від Скандинавії і Альп до Камчатки, Курильських островів, Примор'я, Японії та Китаю. В Україні зустрічається здебільшого в Карпатах, у північних районах Полісся, трапляється також у Закарпатті. У деякі роки здійснює далекі міграції за межі гніздової області в степову зону, подекуди доходячи приморських районів Донецької області. 

## Підвиди
- Nucifraga caryocatactes caryocatactes
- Nucifraga caryocatactes macrorhynchos
- Nucifraga caryocatactes japonica
- Nucifraga caryocatactes owstoni
- Nucifraga caryocatactes interdicta
- Nucifraga caryocatactes multipunctata
- Nucifraga caryocatactes hemispila
- Nucifraga caryocatactes macella
- Nucifraga caryocatactes yunnanensis
- Nucifraga caryocatactes rothschildi

## Охорона
Перебуває під охороною Бернської конвенції.